# ماد ابوت
ماد اَبوت (انگلیسی: Maude Abbott؛ ‏ ۱۸ مارس ۱۸۶۸ – ۲ سپتامبر ۱۹۴۰) پزشک اهل کانادا و یکی از نخستین فارغ‌التحصیلان زن در رشتهٔ پزشکی در این کشور بود. او یک متخصص مشهور بین‌المللی در زمینهٔ نقص مادرزادی قلب و یکی از نخستین زنانی بود که از دانشگاه مک‌گیل مدرک کارشناسی دریافت داشت.
وی تا سن ۱۵ سالگی در منزل درس و تعلیم می‌گرفت و در سال ۱۸۸۵ از یک دبیرستان خصوصی در مونترآل فارغ‌التحصیل شد. او در سال ۱۸۹۰ مدرک کارشناسی خود را از دانشگاه مک‌گیل دریافت کرد و وارد دانشکدهٔ پزشکی دانشگاه بیشاپز شد و سرانجام در ۱۸۹۴ دکترای پزشکی خود را با بهترین نمره دریافت نمود. او دوره‌های تکمیلی آموزشی خود (فوق دکترا) را در وین گذراند.
در سال ۱۹۰۵، ماد ابوت بخش «بیماری‌های مادرزادی قلب» را در درسنامهٔ جامع پزشکی ویلیام آسلر به نام «سیستم پزشکی مدرن» نگاشت که آسلر بعدها گفت که «این بهترین مقاله‌ای بود که تاکنون دربارهٔ این موضوع خوانده بودم.» با این مقاله، او در جایگاه یکی از صاحب‌نظران این حوزهٔ پزشکی قرار گرفت.